# Yorba Linda

Yorba Linda je město v jižní Kalifornii v oblasti Anaheim Hills na okraji souměstí Los Angeles. Leží v těsném sousedství s Anaheimem. Yorba Linda je známé hlavně jako rodiště bývalého amerického prezidenta Richarda Nixona. Bylo založeno 2. listopadu 1967.

## Doprava
Městem prochází California State Route 241.

## Rodáci
- Richard Nixon (1913–1994) – americký politik

## Partnerská města
- Chuaj-an, Čína
- Jorba, Španělsko